# Aardtoets

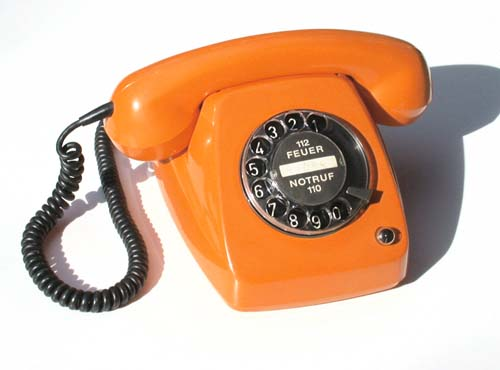
Rechtsonder de aardtoets

Vanouds zijn veel telefoontoestellen uitgerust met een aardtoets. In de wandelgangen werd deze de witte knop genoemd, hoewel de knop op latere exemplaren van de T65 zwart was.
Aanvankelijk leverde de Nederlandse PTT toestellen met aardtoets voor gebruik in bedrijven en zonder aardtoets voor particulier gebruik. Later waren alle toestellen van een aardtoets voorzien. Bij particulier gebruik had de knop geen functie.
De aardtoets maakt een verbinding tussen de a-draad en de aarde. Er is dus een extra draad nodig tussen het telefoontoestel en de aarde.
De aardtoets wordt gebruikt in combinatie met een huistelefooncentrale. Drukt men tijdens een extern gesprek even op de aardtoets, dan wordt het gesprek in de wacht gezet en hoort men de interne kiestoon, zodat men een intern gesprek kan voeren (ruggespraak). Door opnieuw even op de aardtoets te drukken wordt de verbinding met de netlijn hersteld. Drukt de ander op de aardtoets, dan krijgt hij verbinding met de netlijn (doorverbinden).
Rond 1990 raakte de aardtoets in onbruik en werd vervangen door de flashtoets, waarvoor geen extra draad nodig is.